# Kwas kamforowy
Kwas kamforowy – organiczny związek chemiczny z grupy kwasów dikarboksylowych.